# Darmstadtpaß
Darmstadtpaß är ett bergspass i Antarktis. Det ligger i Östantarktis. Nya Zeeland gör anspråk på området. Darmstadtpaß ligger 1 449 meter över havet.
Terrängen runt Darmstadtpaß är kuperad åt nordost, men åt sydväst är den bergig. Trakten är obefolkad. Det finns inga samhällen i närheten.